# Saint-Martin-au-Laërt
Saint-Martin-au-Laërt foi uma comuna francesa na região administrativa de Altos da França, no departamento de Pas-de-Calais. Estendia-se por uma área de 4,94 km². Em 2010 a comuna tinha 6 048 habitantes (densidade: 1 224,3 hab./km²).
Em 1 de janeiro de 2016, passou a formar parte da nova comuna de Saint-Martin-lez-Tatinghem.